# Władysław Pegza
Władysław Mikołaj Pegza (ur. 26 maja 1908 w Łodzi, zm. 25 stycznia 2004 w Łodzi) – polski piłkarz grający na pozycji pomocnika.
Wychowanek Łódzkiego Klubu Sportowego, który był wierny jego barwom przez całą karierę piłkarską. W 1951 krótko był także trenerem klubu.
Brat Wacława Pegzy, piłkarza, a potem trenera ŁKS-u.